# Sokrutovka
Sokrutovka (en rus: Сокрутовка) és un poble de l'óblast d'Astracan, a Rússia, segons el cens del 2010 tenia 826 habitants.